# Iveco Cursor

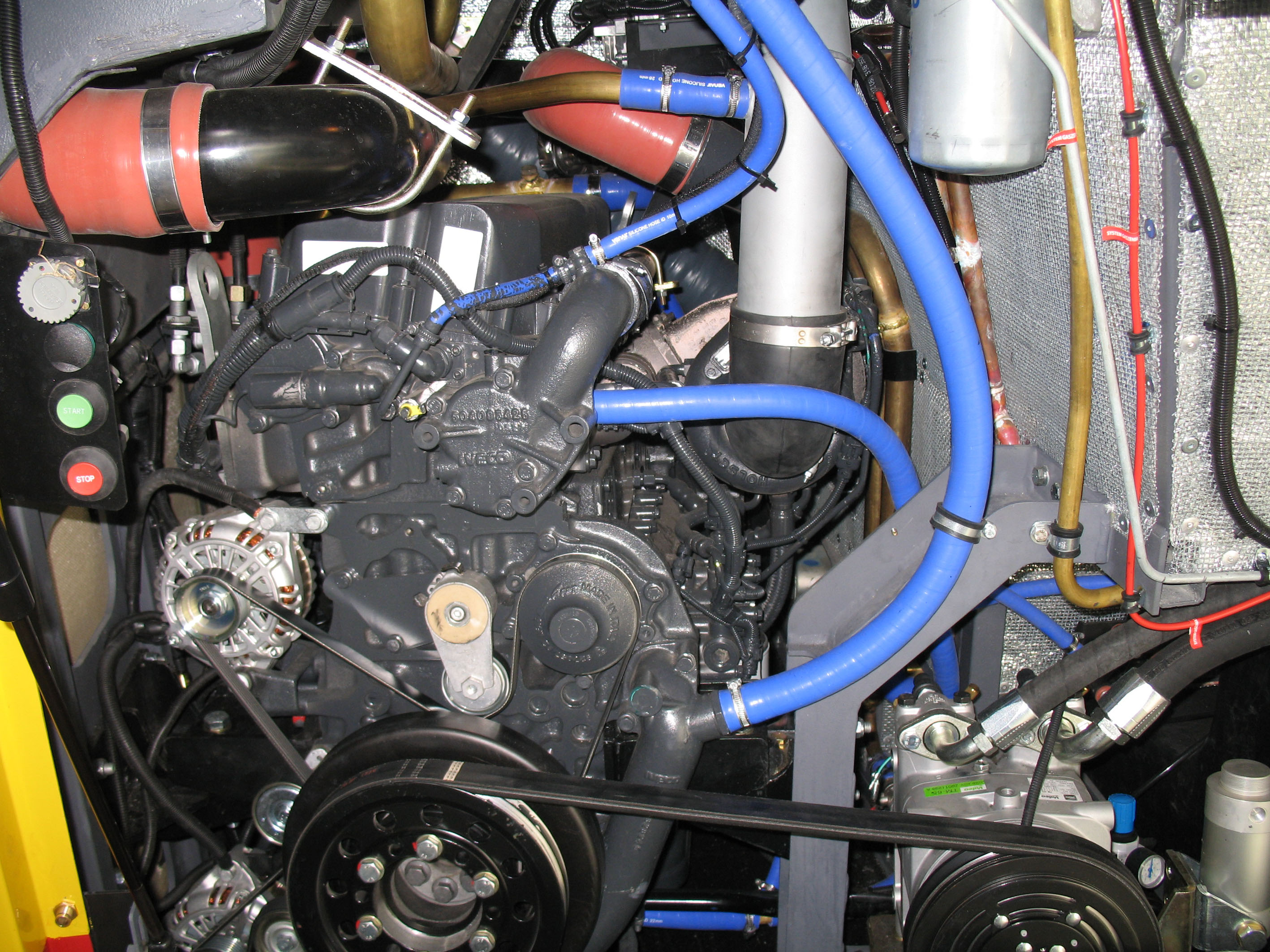
Iveco Cursor in einem Bus

Cursor bezeichnet die neueste Motorengeneration von Iveco für schwere LKW, Traktoren, Generatoren, Boote und andere Anwendungen. Mit dem Cursor deckt Iveco die Leistungsspanne von 220 bis 420 kW ab.
Die Cursor-Baureihe wurde in den 1990er Jahren komplett neu konstruiert. 1998 erschien der erste Cursor in den Iveco-Modellen EuroStar und EuroTech. Seitdem werden die Motoren in allen Fahrzeugen der CNH-Industrial-Gruppe eingesetzt, darunter auch Militärfahrzeugen, sowie in diversen industriellen und marinen Anwendungen verwendet. Seitdem wurde die Cursor-Motor-Entwicklung von FPT übernommen.

## Aufbau
- Die sechs Zylinder stehen in Reihe. Das Kurbelgehäuse ist waagerecht in Höhe der Kurbelwelle geteilt.
- Der Zylinderkopf geht über alle Zylinder.
- Die Nockenwelle liegt seitlich im Zylinderkopf. Sie wird durch Zahnräder angetrieben, die hinten zwischen sechstem Zylinder und Schwungscheibe liegen, und wirkt über Rollenkipphebel auf die Ventile.
- Jeder Zylinder wird von vier Ventilen versorgt, wovon jeweils zwei über eine Brücke von einem Nocken betätigt werden.
- Mittig zwischen den Ventilen sitzt je eine Pumpe-Düse-Einheit (PDE), die ebenfalls über einen Rollenkipphebel betätigt wird und in eine Mulde im Kolben direkt einspritzt.
- Für die Iveco Turbobrake (Dekompressions-Motorbremse) sind die Kipphebel der Auslassventile exzentrisch gelagert und können durch Öldruck verschoben werden. Dadurch öffnet sich das Auslassventil am Ende des Verdichtungstakts kurz und entlässt die verdichtete Luft in den Auspuff.
- Das Steuergerät sitzt seitlich am Motor und wird mit Kraftstoff gekühlt.
- Der Turbolader ist je nach Leistungsstufe mit verstellbaren Turbinenleitschaufeln ausgerüstet (VTG).

## Cursor 8, 10, 12

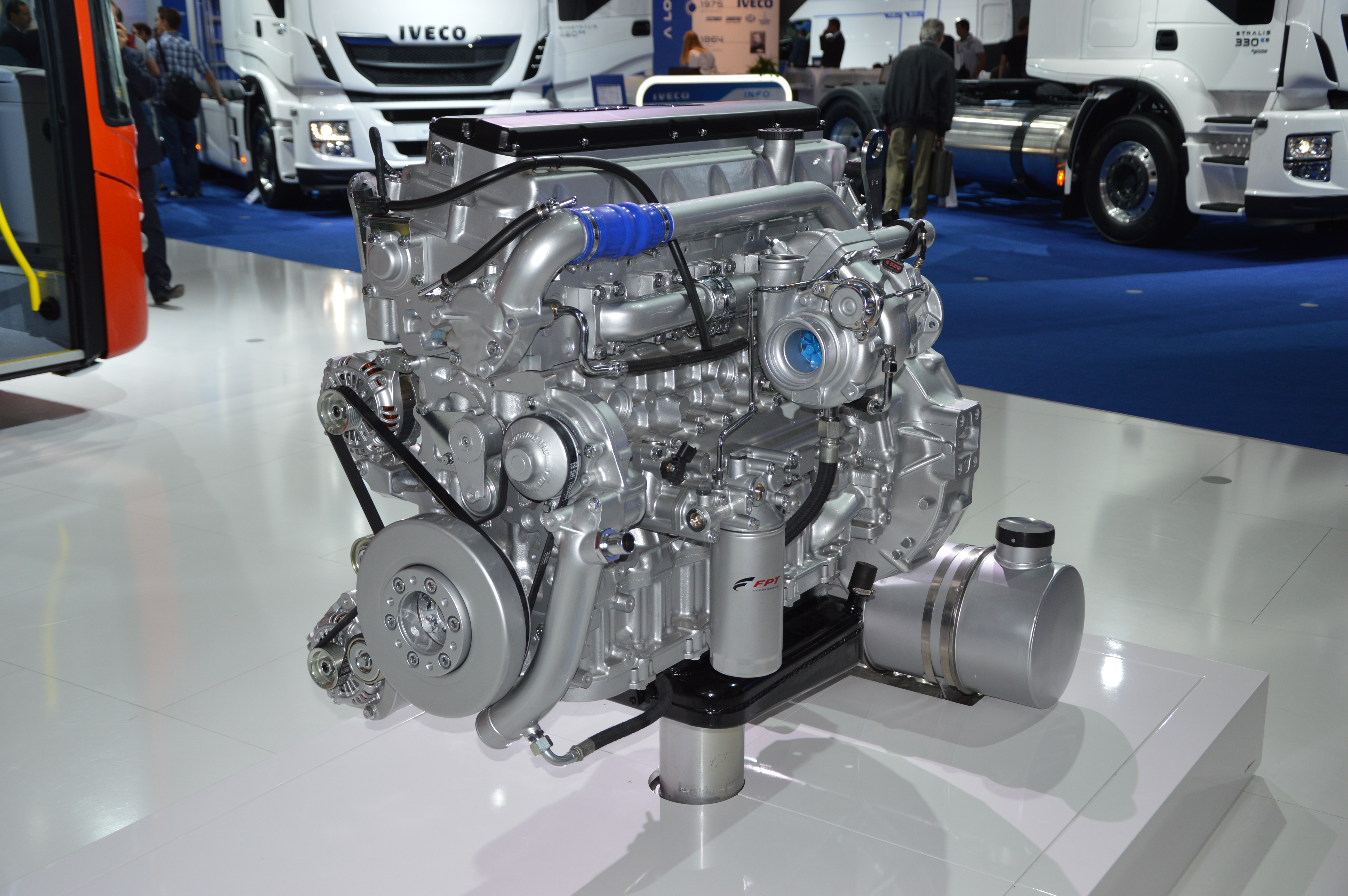
Cursor 8 CNG LNG – 6-Zylinder, 7,8 Liter, 243 kW (330 PS)

Die Bezeichnung der Motoren ergibt sich aus dem auf volle Liter gerundetem Hubraum: Die Cursor-8-Motoren haben 7,8 Liter, die Cursor-10-Motoren 10,3 Liter und die Cursor-12-Motoren 11,8 Liter Hubraum. Die Leistung der einzelnen Motoren unterscheidet sich hierbei je nach Verwendungszweck und kann aufgrund der großen Anzahl der verschiedenen Varianten nur grob angegeben werden. Sie liegt zwischen 220 kW (300 PS) beim schwächsten Cursor-8-Motor und 420 kW (570 PS) beim stärksten Cursor-13-Motor.

## Cursor 9, 11 und 13
Die Cursor 9, 11 und 13 haben Common-Rail-Einspritzung statt Pumpe-Düse. Die Hochdruckpumpe wird, wie zuvor die Vorförderpumpe, über Zahnräder angetrieben.

## Abgasnormen
Ursprünglich erfüllten die Cursor-Motoren die Abgasnorm Euro 3. Dank einiger Modifikationen konnte Iveco als einer der ersten Hersteller Motoren anbieten, die die Abgasnormen Euro 4 und Euro 5 erfüllten. Die Abgase werden mit selektiver katalytischer Reduktion (SCR) aufbereitet. Am Motor selbst waren dazu nur kleinere Änderungen nötig, die zugleich die Leistung erhöhten und den Kraftstoffverbrauch verringerten. Auf eine Abgasrückführung (AGR) konnte verzichtet werden.

## Einsatz
| Hubraum (l) | Verwendet in                             |
| ----------- | ---------------------------------------- |
| 8           | Stralis, Trakker, X-Way                  |
| 9           | Stralis, S-Way, X-Way                    |
| 10          | Eurostar                                 |
| 11          | Stralis, S-Way, X-Way                    |
| 12          |                                          |
| 13          | Eurostar, Stralis, S-Way, Trakker, X-Way |
| 16          | M1250.70T                                |